# أنقولية غراهامية
أنقولية غراهامية (الاسم العلمي: Aquilegia grahamii) هي نوع من النباتات تتبع جنس الأنقولية من الفصيلة الحوذانية.